# Ruch 30. Września
Ruch 30. Września (indonez. Gerakan 30 September) – nazwa ruchu politycznego wewnątrz indonezyjskiej armii, która dokonała nieudanej próby zamachu stanu w Indonezji w 1965 roku. Według oficjalnej propagandy lansowanej przez reżim gen. Suharto za zamachem mieli stać przedstawiciele Komunistycznej Partii Indonezji (PKI). Na podstawie tych oskarżeń nowa władza rozpoczęła szeroką kampanię propagandową, której rezultatem była rzeź dokonana na członkach i sympatykach PKI.

## Tło historyczne
W 1957 roku prezydent Sukarno wprowadził w Indonezji system demokracji sterowanej. Istotnym elementem systemu było dążenie do zbalansowania sił komunistów indonezyjskich, przedstawicieli środowisk islamskich oraz nacjonalistów będących głównymi siłami politycznymi w kraju. Wraz z zaostrzeniem się narracji zimnowojennej w indonezyjskiej armii nastąpił podział na zwolenników związanych z Komunistyczną Partią Indonezji oraz prawicowych przedstawicieli wojska poszukujących poparcia w Stanach Zjednoczonych.
Stany Zjednoczone w tym czasie postrzegały Indonezję jako państwo o strategicznym znaczeniu. Wiązało się to w dużej mierze z lansowaną w tym czasie przez amerykańską administrację teorią domina, według której istniało ciągłe „niebezpieczeństwo” rozszerzania się idei komunistycznych na kontynencie azjatyckim, co w konsekwencji uderzało bezpośrednio w amerykańskie dążenia do zdobycia hegemonicznej pozycji w regionie kosztem ZSRR i ChRL.

## Przebieg zamachu
Około godziny 0315 rano 1 października 1965 r., siedem oddziałów wojska w ciężarówkach i autobusach wysłanych przez podpułkownika Untung Syamsuri (dowódcę 1 Batalionu Pulk Gwardii Prezydenckiej Tjakrabirawa), składający się z żołnierzy z Pulk Tjakrabirawa, 7 Dywizja Diponegoro (Jawa Środkowa) i 8 Dywizja Brawijaya (Jawa Wschodnia) opuścił bazę ruchu w bazie lotniczej Halim Perdanakusumah, na południe od Dżakarty, aby porwać na 6 generałów indonezyjskiej armii i Minister obrony narodowej. Spośród siedmiu wybranych oficerów generalnych, trzech generałów zginęło w ich domach (Minister/Dowódcy Wojsk Lądowych gen. broni Ahmad Yani, gen.dyw. M. T. Haryono i gen.bryg. D.I. Pandjaitan), trzech innych zabrano żywcem (gen.dyw. Soeprapto, gen.dyw. S. Parman i gen.bryg. Sutoyo), i Generał Abdul Haris Nasution, główny cel operacji jako Minister Obrony i Szef Sztabu Sił Zbrojnych, zdołał uciec przed próbą porwania, przeskakując przez mur do ogrodu ambasady Iraku. Jednak jego osobisty doradca, porucznik Pierre Tendean, został schwytany po tym, jak został mylony z Nasution w ciemności. Pięcioletnia córka Nasution, Ade Irma Suryani Nasution, została zastrzelona przez grupę szturmową i zmarła 6 października. Oprócz tego policjant pilnujący sąsiada Nasutiona, podkomisarz Karel Sadsuitubun, został zastrzelony przez grupę porwania. Ostatnią ofiarą był Albert Naiborhu, siostrzeniec generała Pandjaitana, który zginął podczas nalotu na dom generała. Przed wschodem słońca tego dnia czterech oficerów – trzech generałów i jeden młodszy oficer – zostało zabranych przez siły rebeliantów do miejsca zwanego Lubang Buaya blisko Halim wraz z ciałami trzech martwych kolegów, wszyscy zostali później postrzeleni. Ciała wszystkich ofiar zostały następnie rzucone do nieużywanych w pobliżu bazy sił powietrznych.
Później tego samego ranka około 2000 żołnierzy z dwóch dywizji opartych na Javie (454. batalion piechoty z 7 Dywizja Diponegoro i 530. batalionu piechoty z 8 Dywizji Brawijaya) zajęło teraz Plac Niepodległości, park wokół Pomnika Narodowego w Dżakarcie, oraz trzy strony placu, w tym budynek RRI (Radio Republik Indonesia). Nie zajmowali wschodniej strony placu – siedziby głównej dowództwa wojskowej strategicznej rezerwy wojsk lądowych (KOSTRAD) dowodzonej wówczas przez generała dywizji Suharto. W pewnym momencie w nocy D.N. Aidit, lider Komunistycznej Partii Indonezji (PKI) i gen.dyw. Omar Dani, Minister/Dowódcy Siły Powietrzne, obaj przybyli do bazy lotniczej Halim.
Tego samego dnia o godzinie 7.15, państwowe radio nadało komunikat mówiący, iż ruch zapobiegł „sponsorowanemu przez CIA kontrrewolucyjnemu przewrotowi Rady Generałów, wymierzonemu w Republikę Indonezji i jej prezydenta Sukarno”. Zamachowcy proklamowali również nowy organ władzy państwowej – Indonezyjską Radę Rewolucyjną. Zapowiedziano, że będą utworzone regionalne rady na wszystkich poziomach administracyjnych. Zamachowcy zajęli główne budynki administracji publicznej w Dżakarcie. Na ulicę wyszła również część cywilnej ludności popierającej zamachowców.
Pomimo szumnych deklaracji sam zamach stanął w miejscu. Jedyną oznaką, iż realizacja potencjalnego planu zamachowców posuwała się naprzód, były kolejne doniesienia radiowe. Koło południa, nadano komunikat mówiący o dymisji gabinetu prezydenta Sukarno i przejęciu władzy przez wspomnianą powyżej Indonezyjską Radę Rewolucyjną. Podano również do wiadomości nazwiska członków Rady – przewodniczącego Untunga Syamsuri oraz jego zastępców: generała Supardjo z wojsk lądowych, pułkownika Heru z sił powietrznych, pułkownika Sunardi z marynarki wojennej oraz komendanta policji Anwasa. Poza Untungiem i Supardjo, żaden z wymienionych wojskowych nie miał związków z Ruchem. 30 Września, zaś o swojej rzekomej dominacji dowiedzieli się z radia.
Poza Dżakartą Ruch zaznaczył swoją obecność jeszcze w prowincji Jawa Środkowa.
Ostatecznie 2 października siły zbrojne dowodzone przez gen. Suharto odbiły budynki zajęte przez zamachowców w stolicy.

## Następstwa zamachu
Generał Suharto oraz jego stronnicy oskarżyli PKI o organizację zamachu stanu rozpoczynając wielką kampanię propagandową wymierzoną w ugrupowanie. Propagandziści przekonywali o rzekomych okrucieństwach komunistów oraz oskarżali ich o ateizm. Przykładem tego jest lansowana teza jakoby porwanych 6 generałów było torturowanych przez członków PKI przed egzekucją. Taka wersję wydarzeń przedstawia również propagandowe muzeum w Lubang Buaya w Dżakarcie, nazwane „Muzeum Zdrady PKI”. Mimo to lekarze sądowi badający ciała zabitych generałów stwierdzili, że generałowie zginęli od strzałów, zaś kule wyjęte z ich ciał były identyczne z tymi, których używa wojsko. 4 października rozpoczęto nadzorowaną przez oddziały strategiczne wojsk lądowych, dowodzone wówczas przez generała Suharto, kampanię „uświadamiająca” opinię publiczną o tym, w jakich okolicznościach zginęli generałowie. Do wiadomości publicznej podano wymyślone opisy tortur, jakim zostali oni poddani przed śmiercią.
Rozpoczęto także zorganizowaną akcję ludobójstwa osób powiązanych z PKI oraz podejrzanych o sympatie komunistyczne. Czynny udział w morderstwach brali udział żołnierze, specjalnie przeszkolone w tym celu bojówki oraz kryminaliści zwolnieni z więzień przez Suharto. Za przyzwoleniem faktycznych nowych władz, dochodziło również do samosądów na obszarach wiejskich.
Według różnych statystyk w 1965–66 roku zostało zamordowanych od 600 tysięcy do ponad dwóch milionów ludzi. Poza eksterminacją, stworzono również obozy koncentracyjne. Setki tysięcy ludzi, którzy uniknęli czystek, zesłanych zostało do obozu na wyspie Buru, w zachodniej części Moluków. Pośród nich były również dzieci w wieku przedszkolnym, wzięte w zastępstwie osób, które ukryły się przed pogromem.
Dzięki zdławieniu rebelii, gen. Suharto przejął faktyczną władzę w państwie. 11 marca 1966 Sukarno został zmuszony do oddania władzy i osadzono go w areszcie domowym w którym przebywał aż do śmierci w 1970 roku. 12 marca 1967, Suharto został ogłoszony dożywotnim prezydentem państwa, rozpoczynając tym samym dyktatorskie rządu, aż do jego obalenia w 1998 roku.

## Interpretacje zamachu
Jak podaje M. Zurbuchen, dostępna literatura dotycząca zamachu i Ruchu 30. Września pozwala wykreować 5 możliwych scenariuszy zamachu:
- morderstwa generałów zostały w całości zaplanowane i wykonane przez PKI oraz jej współpracowników (oficjalna wersja rządowa);
- akcja Ruchu była wynikiem wewnętrznej rywalizacji wewnątrz indonezyjskich sił zbrojnych i została wykorzystana przez zwycięską frakcję do rozprawy z PKI i obalenia prezydenta Sukarno;
- prowodyrem był Suharto, który mógł wiedzieć o planach zamachu, ale nie uczynił nic aby im zapobiec oraz wykorzystał go do swoich partykularnych celów (taką wersję wydarzeń podziela B. Anderson, który jako doktorant był naocznym świadkiem tych wydarzeń w Indonezji);
- winny jest Sukarno, który zachęcił do czynu grupkę rozgoryczonych oficerów, podejrzewających swoich zwierzchników o konspirację;
- zamach był wynikiem działań zagranicznych wywiadów, ze szczególną rolą CIA.

Pomimo wielu hipotez duża część badaczy odrzuca tezę jakoby to indonezyjscy komuniści stali za nieudanym zamachem stanu. Tym co wzbudza pewne podejrzenia jest fakt, iż sam Suharto pomimo swojej pozycji w armii, nie znalazł się na celowniku zamachowców. W. Wertheim twierdzi, iż nawet jeżeli spiskowcy nie kojarzyli go z Radą Generałów, musieli wszakże przewidywać, że był on pierwszą osobą do przejęcia komendy po zabitym generale Yanim. Co więcej, jednym z budynków którego nie próbowano zająć po opanowaniu centralnego placu Merdeka była siedziba Suharto, mimo że budynek był niestrzeżony.